# هيلجا وفلورأ
هيلجا و فلورأ (الإسبانية: Helga y Flora) هو مسلسل درامي تلفزيوني تشيلي تم إنشاؤه وكتابته بواسطة عمر سافيدرا سانتيس ، تم إنتاجه بواسطة صوريكاتو للقناة الشيلية القناة 13. تم عرضه لأول مرة في 25 أبريل 2020. تم تعيين المسلسل في مجالات باتاغونيا في عقد 1930 ويمر عبر أقواس سردية مختلفة في السياق الاجتماعي في ذلك الوقت ، حيث تتمتع المرأة مؤخرًا بحقوق العمل والحقوق السياسية. نجوم كاتالينا سافيدرا وأماليا كاساي والكسندر سابكين ، الأداء الثانوي لـ تياجو كوريا ، أليساندرا غيرزوني ، إرنستو ميلينديز ، دانييلا لورينتي ، هيرنان كونتريراس ، جيرالدين نيري ، من بين ممثلين آخرين.

## حبكة
قصة هيلجا جينكيل (أماليا كاساي) و فلورا جوتيريز (كاتالينا سافيدرا) ، أول نساء شرطة الضرائب التشيلية. تم إرسال كلاهما في مهمتهما الأولى: السفر إلى كيرين ، مزرعة على الألف ، من أجل التحقيق في سرقة سيجفريد ، حصان ذو دم رقيق يمتلكه السيد. ريمون جامبر (الكسندر سابكين) ، وهو مربي قوي من أصل ألماني ، مالك لكل شيء وكل شخص ، ومن تشتبه حكومة تشيلي في أنها قد تساعد ألمانيا النازية.
ومع ذلك ، يفتح هذا الحدث باب الفيضان لعالم كامل من الألغاز والأسرار والقصص المتقاطعة في أرض غير مضيافة. هذه القضية البسيطة الواضحة تخفي مجرمًا عاد إلى المدينة للانتقام ، وبدأ سلسلة من الجرائم الأخرى التي يفضل الناس تجاهلها ولكن بالنسبة لمحققينا ، يتم تحويلها إلى لغز غامض من المؤامرات التي يجب حلها في خطر الخسارة حياتهم الخاصة.

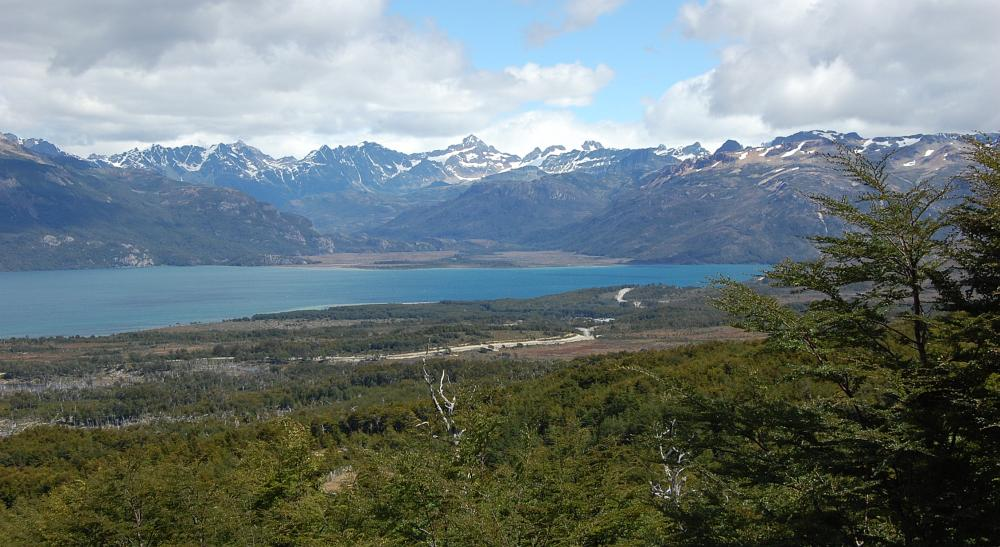
بحيرة فانيانو والو المكان الذي صور فيه المسلسل في تشيلي باتاغونيا.

## ألقى
- الكسندر سابكين: السيد. ريمون جامبر.[6]
- كاتالينا سافيدرا: فلورا جوتيريز.[7]
- أماليا كاساي: هيلجا جينكيل.[8]
- هيرنان كونتريراس: ديفيد أسيفيدو.[9]
- تياجو كوريا : زكريا يانكاكإو.[10]
- إرنستو ميلينديز: إيزيكيل ليغمان
- .دانييلا لورينتي: أورسولا مإيان.[11]
- أليساندرا غيرزوني: كلارا.
- جيرالدين نيري: رئيس كاريمان.
- جيوردانو روسي: جبريل جامبر.
- ألدو بارودي: ريميجيوس.
- ماريو أوساندون: الكسندر نيستروي.
- دانيال أنتيفيلو: أتيليو.
- خوان كارلوس مالدونادو: اتاشإ.
- إرنستو جوتيريز: ألياجا.
- إيزيدورا لويولا: روزاريو.
- ليساندرو كاباسكانجو: رامون.

## روابط خارجية
- هيلجا و فلورأ على موقع IMDb (الإنجليزية)
- هيلجا و فلورأ على موقع كينوبويسك (الروسية)
- هيلجا و فلورأ على موقع قاعدة بيانات الفيلم (الإنجليزية)